# Wyschenky (Boryspil)
Wyschenky (ukrainisch Вишеньки, russisch Вишенки Wischenki) ist ein Dorf in der ukrainischen Oblast Kiew mit etwa 4600 Einwohnern (2023).

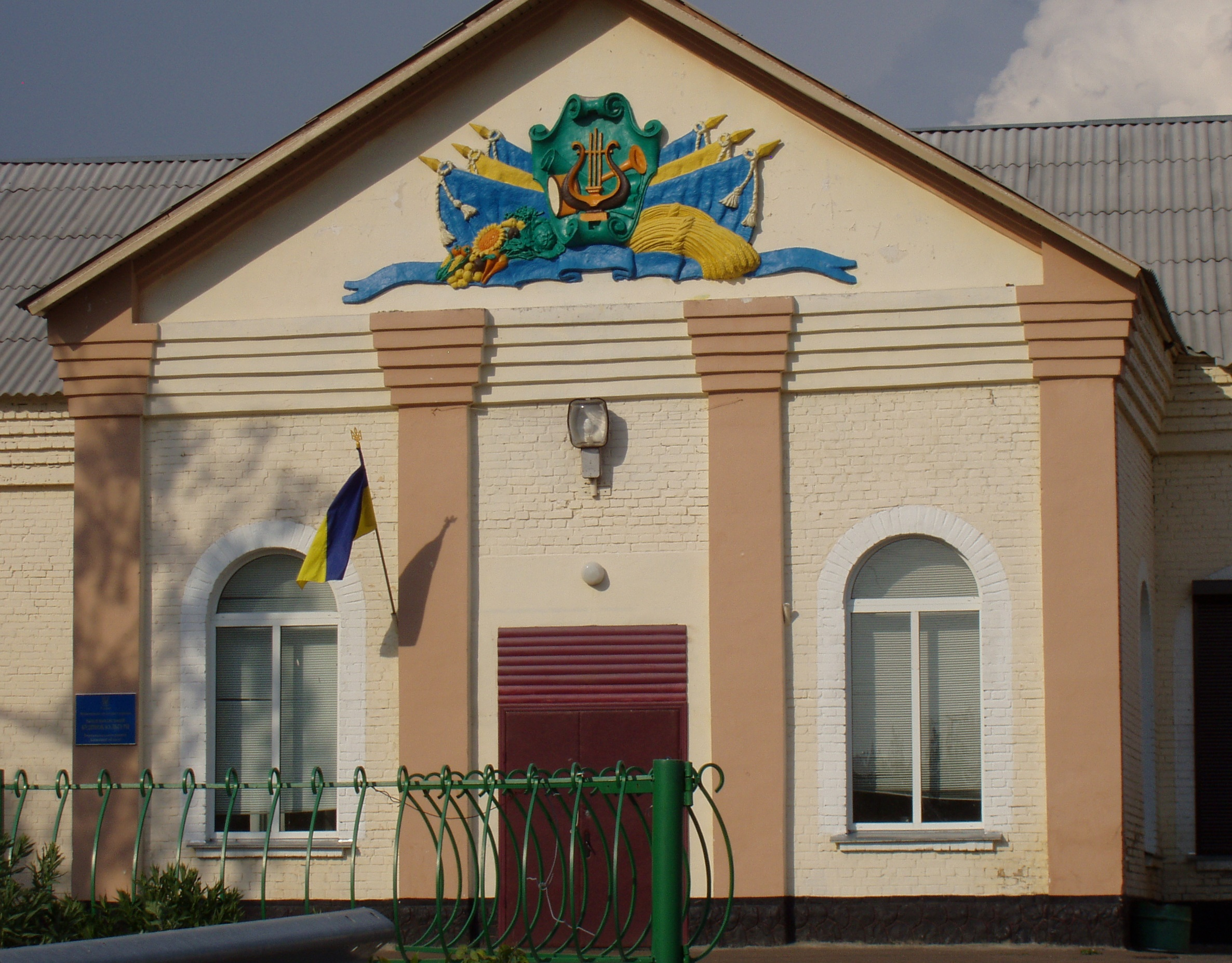
Örtliches Haus der Kultur

Das im Jahr 1101 gegründete Dorf liegt an einem Altarm des Dnepr im Rajon Boryspil 30 km südöstlich des Stadtzentrums von Kiew und etwa 23 km westlich vom Rajonzentrum Boryspil. Im Norden grenzt Wyschenky an das Dorf Hnidyn.
Am 12. Juni 2020 wurde das Dorf ein Teil Landgemeinde Solotscha, bis dahin bildete es zusammen mit dem Dorf Petropawliwske (Петропавлівське) die gleichnamige Landratsgemeinde Wyschenky (Вишеньківська сільська рада/Wyschenkiwska silska rada) im Nordwesten des Rajons Boryspil.

## Söhne und Töchter der Ortschaft
- Iwan Nekraschewytsch (Іван Георгійович Некрашевич, * 1742; † nach 1796) ukrainischer Dichter und Prediger